# Michał Ignerski
Michał Ignerski (* 13. August 1980 in Lublin) ist ein polnischer Basketballspieler. Der polnische Nationalspieler spielt auf der Position des Forwards seit 2014 in Russland.

## Karriere als Spieler

### USA (1999–2003)
Seine Kindheit verbrachte Ignerski in Polen. 1999 ging er in die USA und spielte während seines Studiums zunächst für Collegemannschaften in Junior Colleges im US-Bundesstaat Oklahoma. 2001 wechselte er an die Mississippi State University und spielte dort für die Bulldogs in der Southeastern Conference der NCAA Division I.

### Europa (seit 2003)
Nach seiner Rückkehr nach Europa spielte er zunächst in seiner Heimat für Śląsk Wrocław, mit dem er polnischer Pokalsieger 2004 und 2005 wurde. Beim Pokal 2005 wurde er zum Most Valuable Player (MVP) des Turniers gewählt. Mit Śląsk gewann er die reguläre Saison der polnischen Liga 2004 und erreichte das Play-off-Finale. 2006 stand er noch einmal im polnischen Play-off-Finale mit seinem neuen Klub Anwil Włocławek. Die nächsten vier Jahre spielte Ignerski in der spanischen Liga ACB für die Klubs aus Sevilla und San Sebastián. Während dieser Zeit war er auch Mitglied der polnischen Nationalmannschaft bei der Endrunde der Basketball-Europameisterschaft 2009 im eigenen Land, wo man nach der Zwischenrunde ausschied.
Ignerski wechselte 2010 in die Türkei und erreichte mit Beşiktaş Istanbul das türkische Pokalfinale 2011. Anschließend wechselte Ignerski in die russische PBL zu Nischni Nowgorod. In der Saison 2011/12 wurde er zum MVP des Monats Januar in der VTB United League gewählt. Im März 2012 verließ er den Verein und wechselte für das Saisonende zum russischen Konkurrenten Lokomotive Kuban nach Krasnodar. Nach der Spielzeit ging er nach Italien, um in deren höchsten Spielklasse Serie A für den sardischen Verein Dinamo aus Sassari zu spielen. Zusammen mit den Diener-Brüdern erreichte die Mannschaft mit dem zweiten Platz nach der Hauptrunde die bisher beste Platzierung für den Verein. In der ersten Runde der Play-offs um die Meisterschaft schied man jedoch in sieben Spielen gegen die etablierte Mannschaft von Lenovo Cantù. In der Sommerpause 2013 nahm Ignerski mit der polnischen Nationalmannschaft, die jedoch unter Führung des deutschen Trainers Dirk Bauermann die ersten vier Vorrundenspiele verlor und nur das bedeutungslose letzte Gruppenspiel gegen Gastgeber Slowenien gewann, was das enttäuschend frühe Ausscheiden bedeutete. Für die folgende Saison 2013/14 bekam Ignerski einen Vertrag beim italienischen Vizemeister Acea Virtus aus der Hauptstadt Rom, absolvierte jedoch nur vier Meisterschaftseinsätze zu Saisonbeginn, bevor der Vertrag wieder beendet wurde. Anfang 2014 bekam Ignerski einen neuen Vertrag in Russland, wo er für den EuroChallenge-Titelverteidiger Krasnye Krylja aus Samara spielt.

## Auszeichnungen und Erfolge

### Mit der Mannschaft
- Sieger polnischer Pokal (2×): 2004, 2006

### Persönliche Auszeichnungen
- MVP des Gesamtturniers polnischer Pokal 2005.
- MVP des Monats Januar in der Saison 2011/12 in der VTB.
- Teilnehmer des All-Star Games der polnischen Liga 2004 & 2006